# Lohana Berkins
Lohana Berkins (Pocitos, 1965 - Buenos Aires, 5 de febrer de 2016) va ser una activista transgènere argentina, defensora i impulsora de la identitat transgènere.

## Biografia
El 1994, Lohana va fundar l'Associació de Lluita per la Identitat Travesti i Transsexual (ALITT), que va presidir fins a la seva defunció.
Va ser impulsora de la llei 3062 de respecte a la identitat adoptada per travestis i transsexuals i aprovada per la Legislatura de Buenos Aires el 2009.
El 2002, va protagonitzar una reivindicació fonamental de la visibilització de les persones travestis i trans en anotar-se a l'Escola Normal n.º 3 per ser mestra. Davant de la impossibilitat de fer-ho amb el seu nom, va radicar una denúncia en la Defensoria del Poble de la Ciutat de Buenos Aires, que en una resolució exemplar va ordenar a les autoritats de l'escola que respectessin la seva identitat de gènere.
Ha estat assessora del legislador (mandat complert) de la Ciutat Autònoma de Buenos Aires pel Partit Comunista (liderat per Patricio Echegaray), convertint-se així en la primera travesti amb un treball estatal. Va exercir també com a assessora de la legisladora de Buenos Aires Diana Maffía, en temàtiques com a Drets Humans, Garanties, Dona, Infantesa, Infància i Adolescència.
Va ser candidata a diputada nacional l'any 2001, acceptada en les llistes electorals oficialitzades per la Justícia Electoral en oportunitat de la renovació de càrrecs del Congrés de la Nació Argentina.
El 2008 va liderar la creació de la Cooperativa Tèxtil Nadia Echazú, la primera Escola Cooperativa per travestis i transsexuals porta el nom de Nadia Echazú, com a homenatge a la militant dels drets de les persones travestis i trans. L'emprenedoria laboral gestionada i administrat per persones travestis es va inaugurar a mitjan any 2008, en un lloc cedit per l'Institut Nacional d'Associativisme i Economia Social (Inaes).
El 2010 va conformar el Front Nacional per la Llei d'Identitat de Gènere, una aliança de més de quinze organitzacions que va impulsar la sanció a nivell nacional d'una llei que garanteixi l'adequació de tots els documents personals a la identitat de gènere viscuda i al nom triat per les persones i l'accés a tractaments mèdics dels qui sol·licitin intervencions sobre el seu cos. El Projecte de Llei va ser finalment presentat (com un projecte unificat, consensuat entre les diferents organitzacions socials) i acceptat. Es va tractar de l'únic projecte que preveia l'accés ple a l'atenció sanitària.
La Llei d'Identitat de Gènere va ser aprovada pel parlament argentí el 9 de maig de 2012 i promulgada per la presidenta Cristina Fernández de Kirchner pocs dies després, convertint-se en la més avançada del món en aquesta matèria fins al moment. Es va tractar de la primera Llei a reconèixer la identitat de gènere de les persones en termes d'autopercepció i garantir el ple accés a la salut, despatologitzant les identitats trans.
L'any 2013 va ser nomenada al capdavant de l'Oficina d'Identitat de Gènere i Orientació Sexual, que funciona sota l'òrbita de l'Observatori de Gènere en la Justícia de la Ciutat de Buenos Aires.

## Publicacions
- "La gesta del nombre propio: informe sobre la situación de la comunidad travesti en la Argentina" (en coautoria amb Josefina Fernández), Ediciones Madres de Plaza de Mayo, 1° edició febrer 2006. ISBN 978-987-1231-11-9
- "Escrituras, polimorfías e identidades", Editorial Libros del Rojas, 1° ed. octubre 2008. ISBN 978-987-1075-79-9
- "Cumbia, copeteo y lágrimas”, Editorial A.L.I.T.T. (Associació de lluita per la identitat Travesti- Transsexual), 1° edició desembre 2007. ISBN 978-987-24065-0-9
- "Un cuerpo: mil sexos. Intersexualidades" (en coautoria amb Curtis Hinkle, Diana Maffía, Jorge Horaci Raices Montero, Alejandro Modarelli, Liliana Hendel, Pedro Paradiso Sottile), Editorial Topía, 1° edició maig 2011. ISBN 978-987-1185-42-9
- "Cuerpos ineludibles"
- "Sexualidades migrantes. Género y transgénero."
- "La sexualidad represora"
- "Diálogo Prostitución/ Trabajo sexual: las protagonistas hablan".

Ha participat en conferències i seminaris, tant com a assistent com a panelista. Ha representat al país i a Llatinoamèrica en diferents trobades internacionals sobre feminisme, diversitat sexual i identitat de gènere.

## Distincions i reconeixements
El dimecres 20 de juliol de 2011, el govern de la província de Buenos Aires li va atorgar una distinció -com a titular de la Cooperativa Tèxtil Nadia Echazú- anomenada L'arbre de la inclusió. L'11 d'octubre d'aquest mateix any va ser declarada Personalitat Destacada dels Drets Humans per la Legislatura de Buenos Aires.
El 2012 va rebre la nominació als Premis Democracia que lliura el Centre Cultural Caras y Caretas, en la categoria Drets Humans.

## Filmografia
Participació en el documental Fúria Travesti, una història de treball, sobre l'experiència de la Cooperativa Tèxtil Nadia Echazú, dirigit per Amparo González Aguilar en 2010.